# John Paul Hogan
John Paul Hogan (Lowes (Kentucky), 7 de agosto de 1919 — 2012) foi um químico estadunidense.
Juntamente com Robert Banks descobriu métodos de produção de polipropileno e polietileno de alta densidade.
Hogan nasceu em Lowes (Kentucky), e graduou-se em química e física na Universidade Estatal Murray de Kentucky em 1942. Após lecionar em algumas escolas e colégio, em 1944 foi trabalhar como pesquisador na Phillips Petroleum Company.
Seu trabalho foi principalmente na área de plásticos e catalíticos. Em 1951 inventou com seu colaborador Robert Banks o polipropileno e o polietileno de alta densidade cristalino. Estes plásticos foram inicialmente denominados Marlex. Hogan obteve (em colaboração) um grande número de patentes fundamentais e publicou artigos científicos antes de sair da Phillips em 1985.
Após alguns anos como consultor independente, retirou-se completamente em 1993.
Em 1987 recebeu, com Robert Banks, a Medalha Perkin, sendo a ambos concedido o prêmio Heroes of Chemistry da American Chemical Society em 1989. Em 2001 entraram no quadro do National Inventors Hall of Fame.